# Bolonyai Flóra
Bolonyai Flóra (Budapest, 1991. április 5. –) magyar válogatott vízilabdázónő, kapus.
2003-ban kezdett sportolni az az Angyalföldi SI-ben. 2008-ban Újpestre igazolt. 2009-ben és 2010-ben leány ifi magyar bajnokságot nyert, 2010-ben negyedik volt a női felnőtt bajnokságban. 2009-ben negyedik helyezett volt a junior vb-n. Később az amerikai Souther California egyetemen folytatta tanulmányait és vízilabda-pályafutását. 2011-ben a juniorok világbajnokságán ezüstérmet nyert. 2012 a felnőtt Európa-bajnokságon bronzérmes volt. Az olimpiai selejtezőn a válogatottal kiharcolta az ötkarikás szereplés lehetőségét. Az olimpián negyedik helyezést ért el.
2013-ban csapatával megnyerte az NCAA egyetemi bajnokságát. A 2013-as női vízilabda-világbajnokságon bronzérmet szerzett.
2014-ben az az NCAA bajnokságban harmadik helyen végzett a klubjával. Júliusban bejelentették, hogy 2014 decemberétől a Szentes játékosa lesz. Új csapatával 2015-ben második lett a magyar bajnokságban.
A 2015-ös női vízilabda-világbajnokságon kilencedik helyen végzett.

## Díjai, elismerései
- Élen a tanulásban, élen a sportban (2010)
- Magyar Ezüst Érdemkereszt (2012)